# Porto Salvo
Porto Salvo es una freguesia portuguesa del municipio de Oeiras, con 7,35 km² de superficie y 13.724 habitantes (2009). Su densidad de población es de 1933,0 hab/km².